# Taberno
Taberno is een dorp en gemeente in de Spaanse provincie Almería en in de regio Andalusië. Taberno heeft een oppervlakte van 44 km² en heeft 1174 (1-1-2012).

## Burgemeester
De burgemeester van Taberno heet Antonio Martos Sánchez.

## Demografische ontwikkeling

### Volkstellingen
Bron: INE, 1857-2011: volkstellingen
Opm.: Tot 1857 behoorde Taberno tot de gemeente Vélez-Rubio

### Jaarlijkse cijfers
| Jaar | Inwoners |
| ---- | -------- |
| 1996 | 1023     |
| 1998 | 1002     |
| 1999 | 1002     |
| 2000 | 974      |
| 2001 | 990      |
| 2002 | 1012     |
| 2003 | 1032     |
| 2004 | 1081     |
| 2005 | 1085     |
| 2006 | 1106     |
| 2007 | 1128     |
| 2008 | 1133     |
| 2009 | 1131     |
| 2010 | 1149     |
| 2011 | 1205     |
| 2012 | 1174     |
| 2013 | 1130     |
| 2014 | 1029     |
| 2015 | 1000     |